# Championnat du Swaziland de football 2002-2003
Navigation
Édition précédente Édition suivante
La saison 2002-2003 du Championnat du Swaziland de football est la vingt-septième édition de la Premier League, le championnat national de première division au Swaziland. Les douze équipes engagées sont regroupées au sein d'une poule unique où elles affrontent deux fois leurs adversaires, à domicile et à l'extérieur. En fin de saison, les deux derniers du classement sont relégués et remplacés par les deux meilleurs clubs de deuxième division.
C'est le tenant du titre, le club de Manzini Wanderers qui remporte la compétition cette saison après avoir battu en match d’appui les Mhlambanyatsi Rovers, les deux clubs ayant terminé à égalité en tête du classement final. C'est le sixième titre de champion du Swaziland de l'histoire du club.

## Participants
- Mbabane Highlanders
- Denver Sundowns
- Manzini Wanderers
- Royal Leopards
- Mhlume United
- Mhlambanyatsi Rovers
- Simunye FC - Promu de D2
- Mbabane Swallows
- Umbelebele FC
- Moneni Pirates FC
- Green Mamba
- Eleven Men in Flight - Promu de D2

## Compétition

### Classement
Le classement est établi sur le barème de points suivant : victoire à 3 points, match nul à 1, défaite à 0.
| Rang | Équipe                | Pts | J  | G  | N  | P  | Bp | Bc | Diff |
| ---- | --------------------- | --- | -- | -- | -- | -- | -- | -- | ---- |
| 1    | Manzini WanderersT    | 45  | 22 | 13 | 6  | 3  | 40 | 24 | +16  |
| 2    | Mhlambanyatsi Rovers  | 45  | 22 | 13 | 6  | 3  | 32 | 17 | +15  |
| 3    | Mbabane Swallows      | 38  | 22 | 11 | 5  | 6  | 32 | 24 | +8   |
| 4    | Mbabane Highlanders   | 38  | 22 | 10 | 8  | 4  | 27 | 20 | +7   |
| 5    | Mhlume United         | 32  | 22 | 9  | 5  | 8  | 35 | 35 | 0    |
| 6    | Green Mamba           | 29  | 22 | 7  | 8  | 7  | 31 | 28 | +3   |
| 7    | Denver Sundowns       | 28  | 22 | 7  | 7  | 8  | 34 | 32 | +2   |
| 8    | Umbelebele FC         | 25  | 22 | 6  | 7  | 9  | 17 | 25 | -8   |
| 9    | Simunye FCP           | 19  | 22 | 4  | 7  | 11 | 22 | 37 | -15  |
| 10   | Moneni Pirates FC     | 18  | 22 | 2  | 12 | 8  | 22 | 27 | -5   |
| 11   | Royal Leopards        | 18  | 22 | 4  | 6  | 12 | 19 | 36 | -17  |
| 12   | Eleven Men in FlightP | 16  | 22 | 2  | 10 | 10 | 23 | 33 | -10  |

|  | Participation au match pour le titre               |
|  | Relégation directe en deuxième division            |
|  | T : Tenant du titre P : Promu de deuxième division |

### Matchs

#### Match pour le titre
|  | Manzini Wanderers | 1 - 0 | Mhlambanyatsi Rovers |  |  |
|  |                   |       |                      |  |  |

## Bilan de la saison
| Championnat du Swaziland de football 2002-2003                        |                              |
| Champion                                                              | Manzini Wanderers (6e titre) |
| Qualifications continentales                                          |                              |
| Ligue des champions de la CAF 2004                                    | Aucun                        |
| Coupe de la confédération 2004                                        | Aucun                        |
| Promotions et relégations                                             |                              |
| Promus en Premier League                                              | Young Buffaloes FC           |
| Promus en Premier League                                              | Hub Sundowns FC              |
| Relégués en Championnat du Swaziland de football de deuxième division | Eleven Men in Flight         |
| Relégués en Championnat du Swaziland de football de deuxième division | Royal Leopards               |